# Нурмухамбетов, Гауез Торсанович
Гауез Торсанович Нурмухамбетов (каз. Ғауез Торсанұлы Нұрмұхамбетов; род. 11 июля 1968, с. Майское, Карасуский район, Кустанайская область, Казахская ССР) — казахстанский политический деятель. Аким Костаная (2008—2009; 2012—2014). Депутат Сената Парламента Казахстана (2023). Аким Северо-Казахстанской области (с 2023).

## Биография
Родился 11 июля 1968 года в селе Майском Карасуского района Кустанайской области.
Закончил в 1992 году Целиноградский сельскохозяйственный институт по специальности «агроном», в 2002 году Челябинский государственный университет по специальности «юрист», и в 2009 году Костанайский инженерно-экономический университет имени М. Дулатова по специальности «экономист». Имеет степень кандидата экономических наук.
Свою трудовую деятельность начал в 1985 году с должности механизатора бригады № 1 совхоза «Магнайский» Комсомольского района Кустанайской области.
С 1986 по 1988 годы служил в рядах Советской армии.
Получив квалификацию ученого агронома, Нурмухамбетов с апреля 1992 года по август 1994 года занимал должности главного агронома в совхозе имени Вильямса Октябрьского района Тургайской области и в совхозе Московский Кустанайского района Кустанайской области.
В 1994 году становится директором коллективного предприятия КСХП и производственного кооператива в селе Кустанайском Карабалыкском района Костанайской области.
С 1997 по 2002 годы — аким Тарановского района Костанайской области.
С октября 2002 года по январь 2008 года — аким Карабалыкского района Костанайской области.
С января 2008 года по февраль 2009 года — аким город Костанай.
С 2009 года — заместитель генерального директора ТОО «ПТК „Содружество“» в городе Костанай.
С июня 2011 года по февраль 2012 года — аким Аулиекольского района Костанайской области.
С февраля 2012 года по июнь 2014 года — аким города Костанай.
С июня 2014 года по май 2015 года — инспектор Администрации Президента Республики Казахстан.
С 19 мая 2015 года по 16 января 2023 года — первый заместитель акима Костанайской области.
С 29 марта по 23 сентября 2023 года — депутат Сената Парламента Казахстана.
С 23 сентября 2023 года — аким Северо-Казахстанской области.

## Награды
- Юбилейная медаль «25 лет Комитету национальной безопасности Республики Казахстан» (2017)[2]